# فالستا
فالستا (بالسويدية: Vallsta) هي منطقة سكنية تقع في السويد في Bollnäs Municipality. يقدر عدد سكانها بـ 277 نسمة ومساحتها 0.69 كم2 .